# La inmortalidad
La inmortalidad (título original: Nesmrtelnost) es una novela del escritor checoslovaco Milan Kundera, publicada en 1988.
Es la última novela que Kundera escribe en su lengua materna. A partir de entonces empezará a escribir en francés. También es la siguiente novela después de La insoportable levedad del ser, su novela más exitosa.
La novela se desarrolla en varios ambientes. Al principio, el autor incluye en la obra la inspiración antes de empezar la novela, que comienza con un gesto sublime de una mujer mayor a su instructor de natación. De allí, nacen varios personajes: Agnes (para quien el amor son solo breves momentos de la vida), su hermana Laura (para quien el amor es hasta su propio cuerpo) y sus respectivos cónyuges. Tras la muerte de su madre, el padre de forma no intencional descubre una verdad dolorosa detrás de una aparente vida familiar normal.
Al mismo tiempo se desarrolla otra historia de personajes inmortales como Napoleón Bonaparte, Goethe, Beethoven y Bettina. Cuestiona el hecho de que el hombre no es más que su imagen y llama a la reflexión del nacimiento del homo sentimentalis en Europa. Kundera en esta novela dice que Pienso, luego existo es el comentario de un intelectual que subestima el dolor de muelas.